# Sexualethik
Sexualethik, in gewissem Sinne auch Sexualmoral (älter auch Geschlechtsmoral), ist ein Teilbereich der Angewandten Ethik, der sich mit der Sexualität des Menschen, seinem Geschlechtsleben und dessen Beurteilung beschäftigt. Die Beurteilung der sozialen Normen und Wertvorstellungen für das sexuelle Verhalten des Menschen, welches von der jeweiligen Gesellschaft und ihrer Epoche abhängig ist, erfolgt anhand von allgemeinen ethischen Prinzipien. Zentrale Maßstäbe für die Sexualethik sind die Würde der Person, Freiwilligkeit, Verantwortung und die Menschenrechte.
Bis zum 18. Jahrhundert war die Sexualmoral in Europa wesentlich vom Christentum und durch christliche Werte bestimmt. Im 18. und 19. Jahrhundert und am Anfang des 20. Jahrhunderts, als der Begriff Sexualethik erstmals in der Literatur verwendet wurde, war sie von der Auseinandersetzung mit christlicher Moral, bürgerlichen Moralvorstellungen und der Frage nach einer natürlichen Sexualmoral (Biologismus) geprägt. Unter dem Einfluss des Feminismus, der Antibabypille und der Sexuellen Revolution begann ab den 1960er Jahren eine Liberalisierung der Sexualmoral, die zu einem Wandel in der Sexualethik führte.
In der Gegenwart werden die vielfältigen Ausdrucksformen menschlicher Sexualität in vielen Ländern weitgehend akzeptiert und vornehmlich dahingehend bewertet, ob sie anderen psychischen oder physischen Schaden zufügen oder nicht.
Die AIDS-Problematik hat dazu geführt, dass sexuelle Aufklärung und Safer Sex zu wichtigen öffentlichen Anliegen der Sexualethik geworden sind.
Häufig diskutierte Themen der Sexualethik sind Sexualerziehung, Masturbation, vorehelicher Geschlechtsverkehr, eheähnliche Gemeinschaften, Homosexualität, sexuelle Identität und Prostitution.

## Begriffe
Nach philosophischer Terminologie ist die Sexualethik die wissenschaftliche Beschäftigung mit der Sexualmoral, also die Reflexion über die in der jeweiligen Gesellschaft geltenden Normen und Werte in Bezug auf die menschliche Sexualität. Beide, Ethik und Moral, wirken sich – je nach Kultur und Staat – auf die Gesetzgebung aus. Sie beeinflussen zum Beispiel die Höhe des Schutzalters, das Ehe- und Familienrecht, den rechtlichen Status von Homosexualität und das Sexualstrafrecht. Die Sexualethik hat Berührungspunkte mit der Bioethik, Medizinethik und Sozialethik, wobei ethische Fragen im Zusammenhang mit der Fortpflanzung (Reproduktionsmedizin), wie Samen- und Eizellspenden und Leihmutterschaft behandelt werden. Die Themen Prostitution und Pornografie werfen auch viele sozialethische, politische und rechtliche Fragen auf, weil sie oft mit Menschenhandel und wirtschaftlicher und psychologischer Ausbeutung in Zusammenhang stehen.
Die religiöse Ethik (theologische Ethik) orientiert sich bei der Beurteilung des moralischen Verhaltens zusätzlich an den ethischen Grundprinzipien, wie sie in den Heiligen Schriften und Traditionen der jeweiligen Religion formuliert sind, und zieht daher bei einigen Fragen andere Schlüsse als die allgemeine Ethik.

## Geschichtliche Entwicklung in Europa

### Antike
Im antiken Griechenland wurde Sexualität als normaler menschlicher Trieb angesehen. Spaß am Sex galt als wichtig für ein gutes Verhältnis zwischen Mann und Frau, Fruchtbarkeit und Liebe. Andererseits galt weibliche Jungfräulichkeit bis zur Ehe als strenges Gebot. In vielen griechischen Städten konnten Männer wie Frauen für die Missachtung dieses Gebotes hingerichtet werden. Kulturell wurde mit diesen Verhältnissen gespielt. Unentdeckte, anrüchige Entjungferung kam in vielen Geschichten vor, die mit der gesellschaftlichen Strenge spielten. Ein Beispiel hierfür ist die Mythologie, die voll ist von sexuellen Erlebnissen, so z. B. den zahlreichen Verführungen des Zeus, der sich in Tiere verwandelt um sich Frauen zu nähern. Im Kriegsfall wurden nach einem Sieg Vergewaltigungen oft gezielt eingesetzt, um die Feinde zu entehren. Männliche Homosexualität war akzeptiert und wurde teilweise gefördert. So wurde etwa in Theben im 4. Jahrhundert v. Chr. die heilige Schar formiert, eine militärische Elitetruppe die ausschließlich aus männlichen Liebespaaren bestand.
Die römische Republik und frühen Kaiserzeit war eine Gesellschaft, deren Wohlstand auf der Unterdrückung rechtloser Sklaven basierte. Die erwartete Sexualmoral hing hier erheblich vom gesellschaftlichen Stand ab. Sklaven waren unabhängig von Alter und Geschlecht gezwungen, jedes sexuelle Bedürfnis der Sklavenhalter zu befriedigen oder als Prostituierte in Bordellen oder Thermen zu arbeiten und den Lohn an ihre Herren abzuführen. Dieses kontinuierliche Missbrauchsverhältnis war gesellschaftlich völlig akzeptiert. Anders sah es mit der Erwartung gegenüber Frauen aus den Schichten der Plebejer und Patrizier aus. Der Wert der pudictia, der sexuellen Zurückhaltung und Reinheit wurde als Idealbild der freien Frauen als mater familias gelobt, auch wenn kein gesellschaftlicher Zwang zur Askese bestand und Verstöße gegen die Sexualmoral nicht geahndet wurden. Die römische Religion beförderte diese Werte. Besonders herauszuheben ist dabei der Vesta-Kult. Der Verlust der Jungfräulichkeit einer Vestalin, einer Priesterin der Göttin Vesta, konnte nach römischem Glauben großes Unheil, bis hin zum Ausbruch von Epidemien oder Naturkatastrophen über Rom bringen.
Ein gravierender Wandel der Sexualmoral trat mit der Verbreitung des Christentums ein. Bereits Passagen im ersten Korintherbrief des Apostels Paulus können als Forderungen nach strenger Monogamie, die so zu einem zentralen Wert des frühen Christentums wurde, und Verurteilung von Homosexualität gedeutet werden. Ein Verstoß gegen die gesellschaftliche sexuelle Moral wurde nun als Sünde mit Auswirkungen auf das Leben nach dem Tod gewertet, was der strengen Einhaltung der gesellschaftlichen Sexualmoral eine deutlich zentralere Bedeutung verlieh. Polygames oder homosexuelles Verhalten wurde mit der abzulehnenden, paganen Kultur in Verbindung gebracht, von der sich die frühen Christen gezielt abgrenzten. Mit der christlichen Verurteilung jeglicher Sklaverei stellten die frühen Christen sich auch entschieden gegen die zeitgenössische Prostitution.
Besondere Bedeutung in der Festigung einer frühchristlichen Sexualmoral kommt Augustinus von Hippo zu. Dieser brachte unter dem Einfluss des Neuplatonismus und der Stoa einen ausgeprägten Sexualpessimismus in die kirchliche Lehre des jungen Christentums ein, der zuvor innerhalb der Ehe nicht anzufinden war. In seiner Erbsündenlehre (Konkupiszenz) behauptete er, bereits irgendein sexuelles Begehren würde den Menschen zur Sünde verleiten. Als besonders verehrter Heiliger und Kirchenvater waren seine Lehren noch das ganze Mittelalter hindurch prägend für die Sexualmoral im christlichen Europa, insbesondere als Vorbild für das europäische Mönchtum und die Begründung des priesterlichen Zölibats.

### Mittelalter
Das ganze Mittelalter hindurch wurden verheiratete Frauen quasi als Eigentum ihres Mannes angesehen, der frei über ihr Handeln verfügen konnte. Während Frauen in Landwirtschaft und Handwerk notwendige Hilfskräfte des Mannes waren, waren sie in der adeligen Oberschicht lediglich Schmuckstück ihres Mannes, komplett gesellschaftlich ausgeschlossen und auf private Aktivitäten festgelegt. Oft wurden Ehen bereits in frühester Kindheit arrangiert, so dass keine freie Wahl von Sexualpartnern möglich war. Da nur eindeutig eheliche Nachkommen erbberechtigt waren, wurde weibliche Sexualität rigide unterdrückt, um die Geburt unehelicher Kinder zu verhindern. Nach diversen frühmittelalterlichen Rechtsordnungen durfte ein Mann seine untreue Gattin legal töten, noch bis ins 15. Jahrhundert hinein waren gegenüber untreuen Frauen drakonische Körperstrafen, wie z. B. das Abschneiden der Nase, nicht unüblich.
Ganz anders sah es mit der Sexualmoral bzw. Geschlechtsmoral gegenüber Männern aus, insbesondere mit dem Anwachsen der Städte im Hochmittelalter. In vielen Städten wurden Bordelle nun städtisch betrieben. Da man keine Chance sah, die Prostitution effektiv zu verhindern, strebten die Städte an, sie wenigstens zu kontrollieren. Von der Kirche wurde der Gang zur Prostituierten als eine kleinere Sünde angesehen, denn der Verlust der Jungfräulichkeit einer unverheirateten, keuschen Dame. Bordelle wurden in der städtischen Oberschicht vielerorts als Möglichkeit angesehen, Vergewaltigungen zu verhindern. Ein Beispiel für eine deutliche Verdammung dieser kirchlichen Politik findet sich bei Thomas von Aquin. Dieser beurteilt Sexualität als grundsätzlich gut, sieht jedoch jeden „nicht naturgemäße“ oder „nicht vernunftgemäße“ Gebrauch (Ehebruch, Prostitution, Selbstbefriedigung, Coitus interruptus, Homosexualität) als Sünde an. Die Art der Durchsetzung einer Sexualmoral durch die Obrigkeit unterschied sich im Mittelalter je nach Ort enorm.

### Frühe Neuzeit
Die Konflikte der Sexualmoral in der frühen Neuzeit lassen sich z. B. gut an den Schriften des Reformators Martin Luther festmachen. In seinen Verurteilungen des Papstes machte er sich unter anderem über ihn lustig, indem er ihm Homosexualität vorwarf, die nach wie vor als Sünde verdammt galt. Auf der anderen Seite wurde im Protestantismus die priesterliche Ehe erlaubt, da in dessen Denkweise eine deutlich positivere Einstellung zum ehelichen Sex aufkam, als dies im Katholizismus der Fall war. Das Sakrament der Ehe und die damit einhergehende eheliche Sexualität wurden zunehmend gefeiert und nicht mehr als abzulehnende fleischliche Lust kritisiert. Gegenüber unehelicher Sexualität hingegen wurden die moralischen Verbote, die nun zunehmend Männer und Frauen in einem ähnlichen Maße betrafen, konfessionsunabhängig stärker. Über ganz Europa hinweg wurden im 16. und 17. Jahrhundert Bordelle geschlossen und moralische Verstöße gesellschaftlich wie gerichtlich geahndet, z. B. durch die spanische Inquisition. Mütter unehelicher Kinder wurden gesellschaftlich geächtet und mit empfindlichen Strafzahlungen belegt. Die im 16. Jahrhundert beginnende Hinwendung zu einer christlichen Sexualmoral erwuchs jedoch weniger einer frühmodernen Homiletik, sondern der Angst vor der auch „Lustseuche“ genannten Infektionskrankheit Syphilis.
Mit dem Beginn des Zeitalters der Aufklärung verloren die christlichen Kirchen erheblich an moralischem Einfluss. Mit dem Aufkommen der sich als solches definierenden Schicht des Bürgertums und der Idee eines Staatswesens im modernen Sinne verloren Autoritäten ihren Einfluss auf das Privatleben der Menschen. Sexualmoral verlor ihre Absolutheit und wandelte sich zu einem bürgerlichen Diskurs. Das zunehmende Ideal der Freiheit stand gegen staatliche oder kirchliche Einmischung in die Schlafzimmer der Menschen. Prostitution wurde zunehmend wieder erlaubt. In der adeligen Oberschicht kam, insbesondere in England und Frankreich, ab Mitte des 17. Jahrhunderts eine Kultur der Libertins auf, die für erotische Abenteuer offen waren. Die Zahl der Mätressen an den Höfen der Adeligen nahm massiv zu. Am für die europäische Kultur insgesamt prägenden französischen Königshof etwa wurde eine große sexuelle Freiheit vorgelebt, die sich etwa in zahlreichen königlichen Damenbekanntschaften, oder der ausgelebten Homosexualität Philippes I. zeigte. Affären wurden zunehmend auch im gehobenen Bürgertum zur Normalität. Auch wurden im 18. Jahrhundert mehr und mehr pornographische Schriften veröffentlicht, so z. B. die Werke Samuel Richardsons, John Cleland oder Giacomo Casanovas. In einigen derartigen Schriften wurde jegliche Form von Sexualmoral, z. B. Homosexualität aber auch Inzest betreffend, abgelehnt, so z. B. in den Werken Marquis de Sades.

### 19. Jahrhundert
Auch unter Leuten, die nicht der gesellschaftlichen Elite angehörten, wurde vorehelicher Sex ab dem 17. Jahrhundert zwar üblicher und die allgemeine sexuelle Offenheit nahm zu, doch im Falle einer Schwangerschaft war eine Ehe bereits aus wirtschaftlichen Gründen notwendig. Die Zahl der Fälle, in denen Frauen, da der Vater sie verlassen hatte, ihre Kinder allein zu erziehen hatten, nahm deutlich zu. Das Abnehmen der Kindersterblichkeit führte zu einem immer weiteren Anwachsen der Gesellschaft und wirtschaftliche Überlegungen und Familienplanung wurden wichtiger, um die eigene Familie versorgen zu können. Hatten Kinder bisher zum familiären Wohlstand beigetragen, war die Gesellschaft nun in eine Phase übergetreten, in der Kinder mehr kosteten, als sie der Familie einbrachten. Aus diesen Umständen resultierte die neue sexuelle Ethik des viktorianischen Zeitalters. Statt kirchlichen Gesetzen wurde nun eine gesellschaftliche Grundmoral der Abstinenz zur Instanz der moralischen Regulation der Sexualität. Auch innerhalb der Ehe sollte Sexualität nun möglichst unterdrückt werden. Kindliche Sexualität wurde nicht mehr geduldet und strenge Erziehungsmaßnahmen eingeführt, die eine sexualfeindliche Einstellung von klein auf propagierten. Biologistische Einflüsse veränderten die Beurteilung verschiedener Verhaltensweisen, auch sexueller Art, als „krank“ im Gegensatz zu „sündig“. So setzte sich zum Beispiel in der Medizin die Ansicht durch, Selbstbefriedigung sei schädlich oder Zeichen psychischer Probleme. Vielerorts kam es zu rigider Zensur „unzüchtiger“ Kunst und Literatur. Galten zuvor oft Frauen als anrüchige Verführerinnen, vor denen Männer sich in Acht zu nehmen hätten, herrschte nun die gegenteilige Behauptung vor, dass Frauen überhaupt kein sexuelles Verlangen hätten. Gerade unter Frauen setzte sich die viktorianische Sexualethik besonders durch, während es unter bürgerlichen Männern nach wie vor verbreitet blieb, zu Prostituierten zu gehen, oder Verhältnisse mit ihnen untergebenen Dienstmädchen zu beginnen.
Weniger durchgesetzt waren die viktorianischen Ideale in der neu entstandenen Schicht der Arbeiter, in der vorehelicher Sex durchaus üblich blieb, da Bildung und bürgerliche Werte hier kaum verbreitet waren. Eine durchgesetzte Sexualmoral lässt sich in der Arbeiterschicht des Industrialisierungszeitalters kaum ausmachen. Auch hier kam es zu zunehmenden wirtschaftlichen Problemen durch zu hohe Geburtenraten, eher als durch eine Sexualmoral, wie in der Oberschicht, trug hier jedoch die zunehmende Verbreitung von Kondomen zur reduzierten Geburtenrate bei.

### 20. Jahrhundert
Die am Ende des 19. Jahrhunderts entstandene psychologische Wissenschaft stellte die Bewertung menschlichen Sexualverhaltens auf eine neue Grundlage und trug dazu bei, die bürgerliche Moral aufzubrechen. Auch in der Medizin setzte sich zunehmend die Sichtweise durch, dass nicht jedes „andere“ Ausleben von Sexualität, also alles, was nicht direkt zur Fortpflanzung beitrug, zwangsläufig schädlich sein müsse. Die Sexualethik des Christian von Ehrenfels (1859–1932) kritisierte die Moral der bürgerlichen Sittlichkeit des 19. Jahrhunderts als verlogene Doppelmoral. Diese war geprägt von einer großen Skepsis gegenüber einer frei ausgelebten Sexualität, vor allem in Bezug auf die Selbstbefriedigung. Sie behauptete, diese würden der Gesundheit und einer „natürlichen“ Entwicklung schaden.
In der ersten Hälfte des 20. Jahrhunderts setzten sich im deutschsprachigen Raum neue Normen durch: „Sexualität ohne Schuldgefühle, basierend auf einer Konsensmoral, lustvoll für beide Partner und nicht unbedingt reproduktiv“. Dies wurde von den Kirchen massiv abgelehnt. In diesem sexuell liberalen Klima entstanden auch die Erkenntnisse von Sigmund Freud (Triebtheorie) und Wilhelm Reich, die die sexuelle Revolution nachhaltig beeinflussten.
Das NS-Regime vertrat eine ambivalente Sexualethik. Anfangs forderte es eine konservative Ehe und Fortpflanzungsmoral. Bald wurde das rassistische Programm der NS-Sexualpolitik deutlich. Die „Herrenrasse“ wurde zu einem liberalen Ausleben der Sexualität ermuntert, um das deutsche Volk im Sinne der NS-Volkstumspolitik zu stärken; die traditionelle christliche Moral wurde aktiv bekämpft. Dabei war das Regime aber offen homophob, der § 175 des Strafgesetzbuches wurde verschärft. In den 1950er Jahren erfolgte eine Restauration der christlich-bürgerlich restriktiven Sexualmoral.

#### Liberalisierung ab den 1960er Jahren
Bei der ab den 1960er Jahren erfolgten Liberalisierung der öffentlichen Sexualmoral wirkten mehrere Faktoren zusammen.
- In Deutschland entwickelte sich im Zuge der Aufarbeitung des Nationalsozialismus eine Gegenbewegung gegen die repressive Sexualmoral der früherer Jahrzehnte und die Fortführung der NS-Moral. Diese Kritik traf auch die Kirchen, die ihre traditionelle Moral oft mit dem „gesunden Volksempfinden“ zu untermauern versuchten. Die Sexualmoral der Kirchen wurde als schöpfungsfeindlich und unbiblisch nicht mehr ernst genommen oder der Nähe des Faschismus bezichtigt.[30][31]
- Die zweite Frauenbewegung forderte die Selbstbestimmung über die weibliche Sexualität mit dem Recht auf Abtreibung und sie bekämpfte Pornografie und Prostitution als Formen der patriarchalen Unterdrückung der Frauen.[32]
- Die Antibabypille und die Emanzipation von der traditionellen Moral (sexuelle Revolution) machten Sex ohne Angst vor ungewollter Schwangerschaft für Jugendliche und Erwachsene möglich.

Alle diese Faktoren wirkten sich nachhaltig auf die Sexualethik und die Gesetzgebung aus.
Die von Autoritäten wie Kirche und Staat bestimmten Regeln wurden durch eine demokratische Verhandlungsmoral (Respekt vor Autonomie, Selbstbestimmung und Gleichberechtigung) abgelöst.
Das Auftreten von AIDS in den 1980er Jahren rückte in der Sexualethik den Aspekt der Verantwortung wieder in den Vordergrund.
Weiterhin gibt es mediale Zustimmung für Aufstände gegen die kirchlichen Vorgaben, die oftmals als „veraltet“ angesehen werden. Anfang 2022 outeten sich in einer bundesweiten Aktion 125 Mitarbeiterinnen und Mitarbeiter der katholischen Kirche öffentlich und provozierten somit ein Umdenken in der Toleranzpolitik der Kirche.

#### Reaktion der Kirchen auf die Liberalisierung
Die katholische Kirche reagierte 1968 auf die Liberalisierung mit der Enzyklika Humanae vitae („Pillenverbot“). Künstliche Empfängnisverhütung widerspricht aus Sicht der Kirche der „personalen Ganzhingabe in der ehelichen Liebe“. Damit verfestigte sie die überkommene Moral und ihre Folgen. Es begann eine innerkirchliche Kontroverse über die katholische Sexualmoral, in der sich namhafte Theologen und Bischöfe gegen die Lehre des Papstes stellten. 1997 bezeichnete Papst Johannes Paul II. das deutsche Abtreibungsrecht als einen „Anschlag auf die Würde des Menschen“. 1998 forderte er, in kirchlichen Beratungsstellen nicht mehr den für eine Abtreibung notwendigen Beratungsschein auszustellen. In der Folge stieg die katholische Kirche aus der Schwangerenkonfliktberatung aus. Katholische Laien gründeten den Verein Donum Vitae, der weiterhin die für eine Abtreibung notwendigen Scheine ausstellt. Mit seiner „Theologie des Leibes“ predigte Papst Johannes Paul II. jedoch einen positiven Blick auf die Sexualität des Menschen.
Auch nach der Entdeckung von AIDS rückte das katholische Lehramt nicht vom Kondomverbot ab und sieht in Enthaltsamkeit und ehelicher Treue den besten Schutz vor einer Ansteckung. Entsprechend war in Deutschland im Bistum Fulda in einer Drogeriemarkt-Filiale, die sich in einem der Kirche gehörenden Gebäude befand, noch 2010 der Verkauf von Kondomen (per 'Sittenklausel') untersagt.

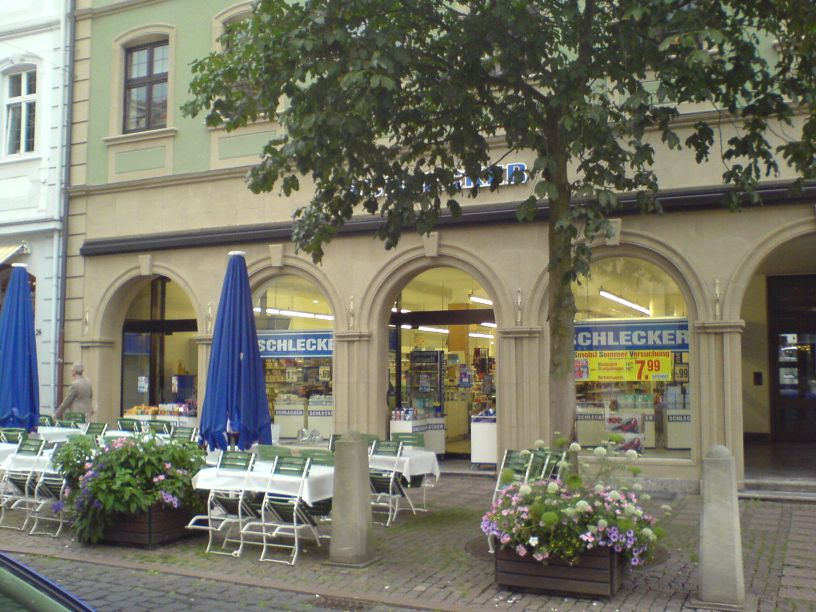
Filiale der ehem. Drogeriemarkt-Kette Schlecker in Fulda im Jahr 2008 – hier war der Verkauf von Kondomen per 'Sittenklausel' verboten

Papst Benedikt XVI. stellte allerdings fest, dass der Kondomgebrauch für männliche Prostituierte zum Selbstschutz „ein erster Schritt zu einer Moralisierung sein kann“.
Eine vom Vatikan 2013 gestartete Umfrage über Ehe und Familie, zur Vorbereitung für die Bischofssynode im Oktober 2014, kam zu dem Ergebnis: „Die kirchlichen Aussagen zu vorehelichem Geschlechtsverkehr, zur Homosexualität, zu wiederverheirateten Geschiedenen und zur Geburtenregelung, finden bei den Gläubigen kaum Akzeptanz und werden überwiegend ausdrücklich abgelehnt.“
Die evangelische Kirche Deutschlands (EKD) schwenkte 1971 in ihrer „Denkschrift zu Fragen der Sexualethik“ in eine tolerantere Richtung um. Sie betonte eine positive Grundhaltung zur Sexualität und legte Themen wie Masturbation, vorehelichen Geschlechtsverkehr und Empfängnisverhütung in die Gewissensentscheidung der Einzelnen. Die Ehe mit dem Willen „zu lebenslanger Dauer und Ausschließlichkeit der Geschlechtsgemeinschaft“ steht aber ohne Frage im Zentrum der sexualethischen Überlegungen. Die verantwortliche Sexualität wird auch in einer Stellungnahme der EKD von 1988 zur AIDS-Problematik betont.
Ein für 2014 geplantes Papier der EKD zur Sexualethik, das auf „die gelebte christliche Realität“ eingeht und die lebenslange Ehe nicht mehr als einzige Form von Familie, die „auf den Segen Gottes hoffen kann“, bezeichnet, wurde wegen massiver Kritik von konservativer Seite nicht veröffentlicht.

### Gegenwart
In der Gegenwart hat die fortschreitende Säkularisierung der westlichen Welt und der kulturelle Pluralismus die Kirchen als Moralinstanzen in den Hintergrund gedrängt.
Die gesellschaftlichen Umstände,
- Entlastung der Ehe von wirtschaftlichen Versorgungsaufgaben,
- berufliche Selbständigkeit von Frauen,
- viele Möglichkeiten der Empfängnisverhütung und
- steigendes Lebensalter,

machen einen individuellen sexuellen Lebensentwurf möglich.
Sexuelle Identitäten und Verhaltensweisen, die einst abgelehnt wurden, finden zunehmend Akzeptanz oder werden zumindest offen diskutiert: BDSM in Verbindung mit Sexualität; Bisexualität; Fetischismus; Gruppensex; Homosexualität; Polyamorie; Selbstbefriedigung; selbstbestimmte Sexualität von Jugendlichen.
Durch den tiefgreifenden Wandel der Sexualmoral in der „westlichen Kultur“, der nach der sexuellen Revolution begonnen hat, wurden sexuelle Realitäten weitgehend enttabuisiert. Er wird auch als Neosexuelle Revolution bezeichnet.
Trotz aller moralischen Veränderungen ist der Wunsch nach Beziehung und sexueller Treue in einer Partnerschaft bei den meisten immer noch vorhanden. So ist der Ehebruch noch immer sehr häufig mit Schuldgefühlen verknüpft. Nach Auffassung des Psychoanalytikers Theodor Reik lassen sich Schuldgefühle wegen Ehebruchs „immer auf inzestuöse Wünsche zurückführen, weil sich die sexuellen Begierden zuerst auf ein verbotenes Objekt und eine verbotene Beziehung richteten (...) Dabei müssen Männer mit dem Problem eines unsichtbaren Feindes fertig werden, der ihre gesetzeslosen sexuellen Wünsche verurteilt und verbietet. Der Prototyp dieser sich einmischenden Person ist natürlich der Vater, den sie beseitigen (unbewusst töten) müssen, um das begehrte Objekt zu erreichen.“ Doch auch in Bezug auf die Bedeutung von Treue verbreiten sich gegenteilige, alternative Modelle: nicht als „Beziehung“ definierte Verbindungen zwischen Menschen (siehe auch Beziehungsanarchie) und offene Beziehungen. Innerhalb der Partnerschaft ist eine erfüllte Sexualität, anders als früher, ein hoher Wert.
Zugleich ist die Tabuisierung des Sexuellen in spezifischen Bereichen oft noch bis heute wirksam geblieben. Ein Indiz hierfür ist der öffentlich „zelebrierte“ sexuelle Tabubruch in westlichen Massenmedien. Ein weiteres typisches Phänomen des Umbruchs im Wertesystem ist die Doppelmoral, also das Auseinanderklaffen der allgemein eingeforderten Normen und Werte mit dem, was im Privaten praktiziert wird.

## Moderne Sexualethik
Die philosophische Tradition hat sich nicht direkt mit Sexualethik beschäftigt. Die Ethik der Gegenwart bezieht sich daher auf Aussagen der ethischen Klassiker zur „sinnlichen Lust“ und zur Selbstbestimmung des Menschen.

### Hedonismus
Für den antiken Hedonismus des Epikur gehört das Streben nach sinnlicher Lust zu den unvernünftigen Begierden, weil es zwar kurzfristig Freude bereitet, aber auf lange Sicht Schmerzen verursacht. Ein ausgewogenes, von emotionaler Gelassenheit (Ataraxie) bestimmtes Leben ist für Epikur das höchste Ziel.

### Eudaimonismus
In der Nikomachischen Ethik des Aristoteles gehört die sinnliche Lust zur untersten Stufe des Glücks, den Gütern des Leibes. Wenn die körperlichen Grundbedürfnisse nicht zum Selbstzweck werden und im rechten Maß genossen werden, sind sie eine notwendige Grundlage, um die höchste Stufe der Glückseligkeit, die Weisheit, die der Seele des Menschen am meisten entspricht, zu erreichen.

### Prinzipienethik – Deontologie
Immanuel Kant begründet die Menschenwürde in folgender Weise:
„Nun sage ich: der Mensch, und überhaupt jedes vernünftige Wesen, existiert als Zweck an sich selbst, nicht bloß als Mittel zum beliebigen Gebrauche für diesen oder jenen Willen, sondern muß in allen seinen, sowohl auf sich selbst, als auch auf andere vernünftige Wesen gerichteten Handlungen jederzeit zugleich als Zweck betrachtet werden. (…)“
Jeder Mensch ist also nach Kant so zu behandeln, dass er vernünftigerweise dem zustimmen könnte, was die Anderen von ihm möchten.
Zentrum von Kants Moralphilosophie ist die sittliche Selbstverpflichtung durch die Vernunftautonomie, die im Kategorischen Imperativ zusammengefasst ist. Für Kant ist der Mensch „Bürger zweier Welten“. Er ist Naturwesen, dessen Handeln von Bedürfnissen, Lust- oder Unlustgefühlen motiviert wird, und er ist Vernunftwesen. Als solches wird er von der reinen Vernunft bestimmt, die von sich selbst aus praktisch wird, d. h., die Erkenntnis des sittlich Guten verpflichtet direkt zum Handeln. Kant begründet damit den Durchbruch zu einem modernen Verständnis von universaler Entscheidungsfreiheit und individueller Verantwortungsethik.
Die juristische Betonung der Pflicht hat Kant die Kritik eingebracht, dass er der Neigung (= den „natürlichen“ Wünschen und Bedürfnissen des Menschen) keinen Wert beimessen würde. Kant ist aber sehr wohl davon überzeugt, dass Neigungen zum Pflichtgemäßen die Wirksamkeit moralischer Maximen erleichtern können. (Siehe auch: Über Anmut und Würde)

### Utilitarismus
Der Utilitarismus des John Stuart Mill verbindet die Anliegen von Hedonismus und Gemeinwohl. Ein Zitat von ihm betont die Selbstbestimmung des Menschen.
„Der einzige Grund, aus dem Gewalt gegen ein Mitglied der Gesellschaft gegen dessen Willen und Recht ausgeübt werden kann, ist der Schutz anderer vor Schaden. Sein eigenes – körperliches oder moralisches – Wohlergehen ist keine hinreichende Rechtfertigung. Jeder Mensch ist treuer Hüter seiner eigenen – körperlichen, geistigen oder seelischen – Gesundheit.“

### Systematik
Ausgehend von diesen Begründungen der allgemeinen Menschenwürde und Autonomie fordert die normative Sexualethik heute, „dass alle Menschen, unabhängig von der sexuellen Orientierung, in ihrer Würde zu achten sind.“

#### Handlungsempfehlungen
Aus der ethischen Tradition lassen sich folgende Handlungsempfehlungen für das Geschlechtsleben ableiten:
Die Menschen sollen
- Verantwortung für die eigene psychische und körperliche Gesundheit übernehmen,
- ihre Sexualität gewaltfrei und ohne Zwang leben,
- ihre Sexualität in einer Beziehung und in beiderseitiger Freiwilligkeit leben,
- Sex im Einvernehmen praktizieren,
- Verantwortung für die eigene Fruchtbarkeit und die des Partners/der Partnerin übernehmen,
- Verantwortung für die gezeugten Kinder und für die Familie übernehmen.[59]

#### Sexualethik in den Menschenrechten
Die auf der Grundlage des Naturrechts und der philosophischen Tradition formulierten fundamentalen Menschenrechte sind für die Sexualethik eine wichtige Argumentationsgrundlage gegen einen Moralischen Relativismus, der unter anderem arrangierte Ehen und Unterdrückung von Homosexuellen mit Kultur und Tradition rechtfertigt. In der Allgemeinen Erklärung der Menschenrechte von 1948 ist der Grundsatz der Sexuellen Selbstbestimmung in den Artikeln 7 – Diskriminierungsverbot, 12 – Recht auf Privatleben, und 16 – Freiwilligkeit bei Eheschließung und Scheidung und Schutz der Familie, verankert.
In mehreren Erklärungen über die sexuelle Orientierung und geschlechtliche Identität (2008 und 2011) bekräftigt die UNO den Grundsatz der Gleichheit und Nichtdiskriminierung aller Menschen. Menschenrechtsverletzungen aufgrund der sexuellen Orientierung oder der Geschlechtsidentität werden nachdrücklich verurteilt.
In der UN-Kinderrechtskonvention ist im Artikel 34 das Recht auf Schutz vor sexuellem Missbrauch festgeschrieben.

#### Liebe und Erotik
Neben dem Aufstellen von ethischen Regeln, die die Menschen vor Schaden bewahren sollen, betrachtet die Sexualethik auch den Beziehungsaspekt der menschlichen Sexualität.
Die Fähigkeit zu lieben und geliebt zu werden gehört zum Wesen des Menschen. Platon hat sich im Mythos vom Kugelmenschen mit der ursprünglichen Bezogenheit der Geschlechter beschäftigt und diese als Eros bezeichnet. Diese Bezogenheit ist nach Aristoteles der natürliche Ursprung jeder Gemeinschaft und Gesellschaft. Für Hegel ist Liebe, „dass ich mich in einer anderen Person gewinne, dass ich in ihr gelte, was sie wiederum in mir erreicht.“
Die Differenz der Geschlechter ist zwar biologisch bestimmt und auf Fortpflanzung ausgerichtet, der Mensch bringt sich aber als Mann oder Frau durch Kleidung, Schmuck und Verhalten selbst zum Ausdruck. Erotik ist die Verbindung der instinktgebundenen und sinnlichen Komponente der menschlichen Sexualität mit sprachlichem Ausdruck, sozusagen die sexuelle Form der Kommunikation.
Aus ethischer Sicht kann die Erotik ein ehrlicher Ausdruck der Liebe gegenüber dem Anderen sein oder eine Lüge mit dem Ziel der Manipulation. Nach Arno Anzenbacher steht die menschliche Sexualität primär „im Sinnanspruch der Liebe. Sie vollendet, entfaltet, verwirklicht nur, wenn die in ihr waltende Erotik Liebe ausdrückt. (…) Sexualität als gesinnungsloser, 'liebloser' Selbstzweck hat die Tendenz, den anderen (…) zum Objekt, zur Ware zu machen, ihn zu missbrauchen“.
Weil der Mensch geschichtlich ist, lässt sich die Liebe nicht bloß auf die Gegenwart festlegen. Sie steht im Sinnanspruch der Treue. „Damit kommt aber die Ehe als jene Gemeinschaft in Sicht, auf die hin die menschliche Sexualität angelegt ist.“

#### Lustbefriedigung und Prostitution
Bei der Frage der Bewertung sexueller Lustbefriedigung ohne Beziehungsperspektive wird der Unterschied zwischen den beiden Hauptrichtungen der Ethik, Deontologie und Utilitarismus deutlich.

##### Deontologie
Anzenbacher argumentiert deontologisch, die menschliche Sexualität ist primär auf eine dauerhafte Beziehung ausgerichtet (Treue, Ehe). Nach dieser Sichtweise ist jede Form von Sexualität, die dieses Ziel von vornherein ausschließt, wie One-Night-Stands oder der Kontakt mit Prostituierten, abzulehnen. Aus deontologischer Sicht ist Prostitution auch deshalb ethisch nicht zu rechtfertigen, weil ein Verkauf von sexuellen Dienstleistungen der Würde des Menschen, der ein „Zweck an sich selbst“ ist, widerspricht.
Der kirchlichen Morallehre liegt der deontologische Ansatz zu Grunde in Verbindung mit dem christlichen Menschenbild. Sie betont die sittliche Würde der sexuellen Begegnung als besonderen Ausdruck der Liebe, die den menschlichen Bedürfnissen nach Zuwendung, Körperkontakt und Zärtlichkeit entspricht. Ein kurzfristig-egoistisches Interesse am Körper des Anderen verletzt diese Würde, deshalb ist für die christliche Ethik die Ehe der optimale Schutzraum für eine menschenwürdige Sexualität.
Viele Feministinnen vertraten, besonders in den Anfängen des 20. Jahrhunderts, ebenso einen deontologischen Standpunkt mit Betonung der Prinzipien Gleichberechtigung und Menschenwürde, was wiederum zur Kritik der Lustfeindlichkeit des Feminismus geführt hat. Die Ansicht, dass eine „sexuelle Zusammenkunft von Menschen, bei der das gegenseitige Begehren klar im Vordergrund steht“, abzulehnen ist, weil sie „das menschliche Subjekt verdinglicht“, stößt auch bei vielen feministisch eingestellte Frauen auf Widerspruch, was sich folglich in der sexuellen Emanzipation der Frau seit den 1960er Jahren widerspiegelt.

##### Utilitarismus
Für den Utilitarismus steht der gemeinsame Nutzen aller Beteiligten im Vordergrund. Gegen einen One-Night-Stand hat diese Theorie dann nichts einzuwenden, wenn er auf gegenseitiger Übereinstimmung beruht und jeder einen persönlichen Gewinn daraus zieht. Gegen Prostitution ist dann nichts einzuwenden, wenn sie auf einer fairen Geschäftsbeziehung basiert und die Prostituierten den Kunden auch ablehnen können.

##### Überschneidung von Deontologie und Utilitarismus
Beide Theorien überschneiden sich, wenn eine Handlung mit einer Güterabwägung beurteilt wird. Diese Überschneidung wird auch als Regelutilitarismus oder indirekter Utilitarismus bezeichnet. Ethische Prinzipien haben darin die höchste Autorität, weil sie Sicherheit bieten, in Notlagen werden sie aber dahingehend geprüft, ob sie immer noch dem allgemeinen Glück dienen bzw. Leid vermeiden können. Für eine Person, die eine monogame Beziehung nicht aufs Spiel setzen möchte, wäre ein One-Night-Stand nicht gerechtfertigt, weil er den höheren Wert der eigenen Ehe gefährdet. Andererseits ist in einer Ehe mit einem Mann, der die Frau schlägt, eine Scheidung (und Wiederheirat) gerechtfertigt. Eine Trennung verstößt zwar gegen das Prinzip der Treue in der Ehe, verhindert aber großes Leid.
Beide Theorien sind sich darin einig, dass zumindest die ethischen Grundprinzipien, wie sie in den Menschenrechten formuliert sind, nicht unterschritten werden sollen. Ein Sexualkontakt darf den anderen nicht schädigen, und die Verpflichtungen, die aus den eventuellen Folgen des gemeinsamen Geschlechtsverkehrs (Schwangerschaft, Infektion, finanzielle Verpflichtungen) entstanden sind, müssen übernommen werden.

#### Scham
Das Schamgefühl, das bei Nacktheit in den Kulturen ganz unterschiedliche Ausprägungen, von Bedeckung nur der Geschlechtsteile bis zur Ganzkörperverschleierung erfahren hat, ist der Gegenbegriff zur Erotik.
Aus ethischer Sicht bringt Scham die Verantwortung zum Ausdruck, „durch Bedecken des eigenen Körpers andere nicht zu sexuellen Empfindungen und Aktionen zu verleiten“.
Eine Folge des Schamgefühls ist die allgemein akzeptierte Norm, dass Geschlechtsverkehr nur im Privaten und nicht in der Öffentlichkeit ausgeübt wird.
Die gewaltsame Überschreitung der Schamgrenze bzw. der Intimsphäre als Provokation und sexuelle Annäherung ist besonders bei anvertrauten Personen wie Kindern, Jugendlichen oder Patienten abzulehnen. Eine in fast allen Kulturen geächtete Überschreitung der Intimsphäre ist der Inzest.

#### Theorie und Praxis
In der Praxis zeigt sich, so eine in Deutschland durchgeführten Studie von Jakobs Krönung aus dem Jahre 2012: „eine erfüllte Partnerschaft steht auf der Liste der Lebensziele von Männern und Frauen ganz oben“.
Ein Rigorismus durch Gebote und Verbote, der vor allem von der deontologisch geprägten Sexualethik vertreten wird, stößt aber viele Menschen vor den Kopf, die versuchen, ihre sexuellen Bedürfnisse mit Verantwortung in ihr Leben zu integrieren. Die meisten Menschen in Deutschland kennen und respektieren die dort vorherrschenden sexualethischen Grundprinzipien, gegenseitige Treue, Liebe, Respekt und Wertschätzung, ohnehin, so die Studienautoren.
Nach Simon Blackburn erwarten Menschen aber im Rahmen dieser Grundprinzipien eine „Ethik der Achtung und des Wohlwollens“, die ihre „besonderen Rechte, Normen oder Tugenden“ zur Liste der „relevanten Rechte, Normen oder Tugenden“ hinzufügt, weil sie dem Gemeinwohl dienen. Nach Simon Blackburn kann der indirekte Utilitarismus gerade dies leisten, was aus seiner Sicht ein großer Vorteil gegenüber der Deontologie ist.

## Religiöse Sexualethik

### Christliche Sexualethik
Im Allgemeinen beansprucht das Christentum in seinen unterschiedlichen Strömungen, dass die Moral der westlichen Gesellschaft durch den christlichen Glauben auf Grundlage des neutestamentlichen Verständnisses des Alten Testaments heraus geprägt sei; dies gilt aber nur sehr eingeschränkt für die westliche Sexualethik.

#### Geschichtliche Entwicklung
Das Christentum bediente sich in neutestamentlicher Zeit im Bereich der moralischen Verbote an seinem Verständnis des so genannten mosaischen Gesetzes. Geschlechtsverkehr von Unverheirateten, Ehebruch, Inzest und Homosexualität wurden für Christen als nicht akzeptables Verhalten gelehrt. Die Gebote bezüglich kultischer Reinheit spielten für Christen jedoch keine Rolle mehr. Neu war im Heidenchristentum schon früh eine Wertschätzung der Ehelosigkeit, um sich Gott besonders zur Verfügung stellen zu können, etwas, das im Urchristentum oder im Judenchristentum so nicht bekannt war. Ebenso war neu, dass nicht nur die tatsächliche sexuelle Handlung, sondern auch das gezielte Denken an eine verbotene sexuelle Handlung als Fehlverhalten gewertet wurde. Ebenso wurde Wiederheirat nach einer Scheidung als Ehebruch angesehen.
Abtreibung ist im Neuen Testament nicht erwähnt, wurde aber von den Kirchenvätern der ersten Jahrhunderte durchgehend abgelehnt. Im Verlauf der Kirchengeschichte wurden die alt- und neutestamentlichen Gebote unterschiedlich stark betont und Verstöße unterschiedlich konsequent verurteilt. In der römisch-katholischen Kirche entwickelten sich zusätzliche Regeln, die nicht direkt in der Bibel aufgeführt sind, z. B. der Zölibat von Priestern und das Verbot künstlicher Empfängnisverhütung.

#### Heute
Praktisch alle katholischen, evangelischen sowie orthodox-christlichen Kirchen lehnen Ehebruch, Promiskuität und Pornographie ab. Bei manchen Fragen der Sexualethik liegen die Meinungen bzw. Überzeugungen dagegen weit auseinander.
Konservative Christen aller Konfessionen halten sich auch heute noch weitgehend an die Sexualethik, die in der Zeit des Neuen Testaments herrschte, und lesen das Neue Testament nicht bloß als beschreibendes, sondern als ein vorschreibendes Werk. Dies betrifft sowohl die Ehe (Eph 5,21–33 ) als auch die Ehelosigkeit (1 Kor 7,32–35 ), die durch die Beziehung zu Christus eine tiefere, religiöse Bedeutung erlangen; aber auch die Rolle der Frau, die dadurch von einem patriarchalen Frauenbild geprägt ist (1 Tim 2,8–15 ). Die Folgen der traditionellen Sexualmoral sind in der Fachliteratur beschrieben.
Liberale Christen berücksichtigen in ihrer Sexualethik stärker die Motivationen der Handelnden und lassen diese im Hinblick auf Evangelische Freiheit gegenüber das Liebesgebot wiegen. Einen Gesetzeskodex sehen sie im Neuen Testament nicht. In diesem Zusammenhang ist auch die feministische Theologie zu sehen, die eine wörtliche Auslegung/Exegese der biblischen Sexualethik als patriarchal ablehnt.

### Sexualethik im Judentum
Im Judentum wird der Sexualität seit Alters her ohne die sündhafte Anhaftung christlicher Sexualmoral ethischer ganzheitlicher Ausdruck verliehen. Sexualität wird im Judentum eindeutig bejaht und positiv konnotiert; dies gilt heute in nicht-orthodoxen Strömungen des Judentums auch für homosexuelle Juden.

#### Rituelle Unreinheit
Die jüdische Religion geht vom Gebot der kultischen oder rituellen Reinheit aus. Rituelle Unreinheit im religiösen jüdischen Sinne ist weder mit Sünde, im jüdischen Verständnis, noch mit physikalischer Verschmutzung gleichzusetzen. Die kultische Reinheit kann auch ohne bewusstes Handeln verlorengehen, etwa durch Samenerguss, Geburt, Berührung eines Toten oder durch Menstruation. Ebenso wird jemand im religiösen rituellen jüdischen Sinne unrein, der z. B. eine menstruierende Frau berührt, da in ihr ein Absterbeprozess stattgefunden hat. Daher führt auch der Geschlechtsakt während der Menstruation zum Zustand der Unreinheit. Sie können durch Akte der rituellen Reinigung, etwa in einer Mikwe, aufgehoben werden.

#### Sexualethische Gebote
Neben dem Aspekt der rituellen Reinheit gibt es sexualethische Gebote im Judentum. Einerseits gibt es negative sexualethische Gebote, z. B. Verbote sexueller Handlungen, die in jüdischen Schriften eindeutig als Fehlverhalten bezeichnet werden, wie z. B. Geschlechtsverkehr außerhalb der Ehe. Aufgrund ihrer Interpretation dieser Schriften werten orthodoxe Juden praktizierte sexuelle männliche Homosexualität als schwere Unreinheit. Im konservativen und im liberalen Judentum (Reformjudentum) werden die Mitzwot im Gegensatz zum orthodoxen Judentum freier, moderner und erleichtert ausgelegt und beachtet. So sind beispielsweise im Reformjudentum Segnung gleichgeschlechtlicher Paare für Homosexuelle generell zugelassen, im konservativen Judentum teilweise. Andererseits gibt es positive sexualethische Gebote, Aufforderungen zum Sex in der Ehe und besonders die Pflicht zur Beachtung und Befriedigung der weiblichen Sexualität durch den Ehemann.

#### Sexualhygiene
Das gezielte Denken an eine verbotene sexuelle Handlung wird nicht als sündig angesehen, sondern nur das eventuell praktizierte tatsächliche sexuelle Fehlverhalten. Dies ist vom Standpunkt der psychischen Sexualhygiene betrachtet für beide Geschlechter entlastend.

### Islamische Sexualethik
Die Handhabung von Themen im Bereich der Sexualethik variiert im Islam sehr stark nach Geographie und Gesellschaftsschicht. Im Allgemeinen gilt die Ehe als Manifestation des Göttlichen Willens. Die islamische Tradition bezeichnet sie als essenziell und erachtet Ehelosigkeit als eine üble Gegebenheit, die voll Bösem ist. Im Islam ist der Oralverkehr grundsätzlich explizit nicht verboten, wird jedoch von vielen Islamischen Gelehrten als dem Naturell des Menschen zuwider betrachtet. Daher ist der Samenerguss in den Mund verboten (haram). Analverkehr ist bei den Sunniten verboten (haram), bei den Schiiten dagegen makruh (erlaubt, aber verpönt). Für Männer und Frauen gibt es sehr unterschiedliche sexualmoralische Vorschriften und Traditionen, die sich primär um die Ehre der Frauen zunächst durch die Jungfräulichkeit und die sexuelle Schamhaftigkeit zentrieren, die umgekehrt von Männern nicht in dieser Form erwartet werden. Auch die Polygynie wird in der islamischen Ehe prinzipiell akzeptiert.

### Buddhistische Sexualethik
Im Gegensatz zu den meisten anderen Glaubensrichtungen, spielt die Sexualethik im Buddhismus keine so wichtige Rolle in der Vermittlung von Werten. Trotzdem gibt es auch hier klare moralische Vorstellungen. Sie ergeben sich aus den fünf Grundsätzen:
1. Vermeide es, anderen Lebensformen zu schaden – sei liebevoll und freundlich
2. Vermeide es, das nicht Gegebene zu nehmen – praktiziere Großzügigkeit
3. Vermeide es, sexuellen Ehebruch zu begehen – sei zufrieden
4. Vermeide es, zu lügen – sei ehrlich
5. Vermeide es, Dich zu berauschen – sei aufmerksam

Obzwar der Buddha in den Pali-Schriften nur Ehebruch als sexuelles Fehlverhalten definierte, haben spätere buddhistische Kommentatoren, wie Vasubandhu und Tsongkhapa, sexuelles Fehlverhalten u. a. damit definiert, dass auch Geschlechtsverkehr durch Anus und Mund „sexuelles Fehlverhalten“ seien. Der Dalai Lama hatte in seinem Buch Jenseits des Dogmas buddhistische Regeln zitiert, denen gemäß homosexuelle Sexualpraktiken als unkorrektes Verhalten eingestuft werden. Der Dalai Lama bezieht sich in seinen Aussagen zur Homosexualität auf diese beiden Autoren. Allerdings sieht er „die Möglichkeit, diese Regeln im Kontext von Zeit, Kultur und Gesellschaft zu verstehen. […] Wenn Homosexualität zu den (heute) akzeptierten Normen gehört, ist es möglich, dass es akzeptabel sein könnte.“ Diese Aussagen traf er bei einem Treffen zu diesem Thema mit einer Gruppe homosexueller Buddhisten am 11. Juni 1997 in San Francisco. Steve Blame berichtet über die Ansicht des Dalai Lama: „Er fände nichts Schlimmes an Homosexualität, sagte er. Es ginge doch um die Qualität der Liebe, nicht um ihre Orientierung. Außerdem sei es für ihn eine Grundregel, andere Menschen so zu akzeptieren, wie sie sind. Egal, um was es dabei geht.“
Für buddhistische Mönche und Nonnen wird durch die Vinaya jegliche Form von Geschlechtsverkehr untersagt.

## Sexualethik im Kulturvergleich
Im Vergleich verschiedener Kulturen und Gesellschaften offeriert die allgemein anerkannte Sexualmoral einen offeneren Umgang mit Sexualität, in anderen ist sie dagegen deutlich strenger als im europäischen Raum.
So gibt es normative Unterschiede, beispielsweise zu folgenden Teilaspekten:
- Intaktheit der primären Geschlechtsorgane, Existenz von Beschneidungstraditionen bzw. Genitalverstümmelung, deren Umfang und Zeitpunkt bzw. Sanktionierung
- Existenz einer formalen Ehe und damit einhergehend die Beurteilung von Ehebruch
- Form der Ehe (Monogamie, Polygynie, Polyandrie, Polygynandrie)
- Sexualität vor oder außerhalb der Ehe
- Prostitution
- Das Alter der Ehefähigkeit
- Formen sexueller Interaktion ohne Geschlechtsverkehr
- Zeiten und Ausführungen des Geschlechtsverkehrs

„Universelle Normen“, die für alle Gesellschaften und Kulturen gelten, gibt es nicht. Einige Normen gelten kultur- und gesellschaftsübergreifend allerdings weitgehend übereinstimmend:
- Geschlechtsverkehr geschieht im Privaten.
- Vergewaltigung ist geächtet.
- Inzest ist tabuisiert.

Diese Normen werden manchmal unter speziellen Riten (Religion) oder gegenüber Menschen, die als niedere oder nicht zur Gesellschaft zugehörige Gruppe angesehen werden (Geächtete, Kriegsgegner, Entmenschlichte), missachtet.

### BDSM
Eine widersprüchliche Sonderrolle spielt BDSM, der auf Einvernehmlichkeit der beteiligten Partner basiert. Hierbei nimmt einerseits die gesellschaftliche Akzeptanz dieser sexuellen Varianten in westlichen und einigen asiatischen Gesellschaften seit einigen Jahrzehnten zu und entsprechende Symbole werden verstärkt von Künstlern in Film, Literatur, Musik und Werbung aufgenommen. Andererseits sind BDSM-Praktiken in vielen Ländern, z. B. aufgrund der unscharfen Abtrennungsmöglichkeiten von Straftaten gegen die sexuelle Selbstbestimmung und der ggf. ausgeübten Körperverletzung nach wie vor Gegenstand unterschiedlichster Gesetzgebungen, des Jugendschutzes und des feministischen Diskurses.
Seitens der Religionsgemeinschaften gibt es gegenwärtig keine klaren Aussagen zu BDSM-Praktiken.
Die rechtliche Beurteilung von BDSM unterscheidet sich international sehr stark. In Deutschland, den Niederlanden, in Japan und in den skandinavischen Ländern stellen diese Praktiken i. d. R. keine Straftaten dar, wobei in Deutschland die Grenze zur Strafbarkeit spätestens bei der schweren Körperverletzung, die häufig bei sadomasochistischen Vorlieben vorkommt, überschritten wird. In Österreich gibt es keine gefestigte Rechtslage, während in der Schweiz BDSM-Praktiken teilweise strafbar sein können. Im Rahmen des Spanner Case urteilte der Europäische Gerichtshof für Menschenrechte am 19. Februar 1997 in Case of Laskey, Jaggard and Brown v. The United Kingdom; (109/1995/615/703-705) February 1997, dass jeder Staat der EU eigene Gesetze gegen Körperverletzung erlassen darf, unabhängig davon, ob die Körperverletzung einvernehmlich ist oder nicht.
Gewaltpornografie ist in Deutschland und Österreich verboten; in der Schweiz gilt dies seit 1. Juli 2024 nur noch bei Darstellung grausamer Gewalttätigkeiten.

#### Kommerzialisierung von BDSM
Durch die Romantrilogie Shades of Grey und deren Verfilmung erhielt BDSM stärkere öffentliche Aufmerksamkeit, z. T. Lifestyle- und Kultcharakter und wurde international kontrovers diskutiert.

#### Kritik an BDSM
In Deutschland setzt die von der Feministin Alice Schwarzer herausgegebene Zeitschrift Emma die „PorNO-Kampagne gegen Frauenhass und Gewaltpornographie“ fort. In ihr vertritt Schwarzer unter anderem die Auffassung, dass sado-masochistische Praktiken generell mit verurteilenswerter Gewalt gegenüber Frauen gleichzusetzen sind und Pornografie generell der „Propagierung und Realisierung von Frauenerniedrigung und Frauenverachtung“ diene.
Schwarzers bekannteste Aussage in diesem Zusammenhang wurde erstmals in Emma, Heft 2, 1991 veröffentlicht:

„Weiblicher Masochismus ist Kollaboration!“

Die Existenz dominanter Sadomasochistinnen werde durch die Thesen Schwarzers genauso wenig aufgegriffen und anerkannt wie der essentielle, eingeforderte Grundsatz des „Safe, Sane, Consensual“.
Die ideengeschichtlich aus den 1960er Jahren stammende Vorstellung, dass der Hauptzweck jeder Pornografie nicht die sexuelle Erregung des Betrachters, sondern die Unterdrückung des Sexobjekts, der Frau oder des Kindes, sei, wird von Kritikern der Kampagne, unter anderem unter Hinweis auf homosexuelle Pornografie im Allgemeinen und lesbische BDSM-Pornografie im Besonderen, in Frage gestellt. Schwarzers Argumentation wird einer Debatte gegenübergestellt, die vor mehreren Jahrzehnten in den USA begonnen habe (vgl. Samois) und dort seitdem zwischen verschiedenen Feministinnen unter der Bezeichnung „Feminist Sex Wars“ um die Legitimität von Pornografie und BDSM ausgefochten werde, die in Europa jedoch kaum rezipiert wurde.
Anhänger des sogenannten Sex-positiven Feminismus, der ehemalige Feminist und Trans-Aktivist Patrick Califia und die Anthropologin Gayle Rubin argumentieren, dass diese Richtung feministischer Kritik gegenüber Pornografie traditionelle normative Vorstellungen von Sexualität reproduziere, wonach Toleranz gegenüber devianten Sexualitätsformen gesellschaftlich verheerende Folgen habe. Gayle Rubin, die sich ebenso zu ihrer Homosexualität wie zum Sadomasochismus bekennt, fasste den zugrundeliegenden Konflikt über das Thema „Sex“ innerhalb des Feminismus, wie er sich in den USA darstellte, wie folgt zusammen:

„Es gab zwei Richtungen feministischen Gedankengutes zu dem Thema. Die eine kritisierte die Beschränkung des weiblichen Sexualverhaltens und verwies auf den hohen Preis für das sexuelle Aktivsein. Diese Tradition feministischer Gedanken zum Thema Sex forderte eine sexuelle Befreiung, die sowohl für Frauen als auch für Männer funktionieren sollte.
 Die zweite Richtung betrachtete die sexuelle Befreiung als inhärent bloße Ausweitung männlicher Vorrechte. In dieser Tradition schwingt der konservative antisexuelle Diskurs mit.“

### Nichteinvernehmliche Praktiken
Weitgehende Übereinstimmung gibt es bei der Ablehnung von Kindesmissbrauch und nichteinvernehmlichem Sadismus. Diese Sexualformen sind nahezu universell gesellschaftlich geächtet, mit einem Tabu belegt und werden nicht als Teil einer akzeptierten Sexualität, sondern als Devianz betrachtet.
Strafrechtlich verfolgt werden in vielen Gesellschaften sexuelle Handlungen gegen den Willen eines Beteiligten, also Vergewaltigung und sexuelle Nötigung. Gleiches gilt für sexuelle Handlungen mit Kindern (sexueller Missbrauch von Kindern), Menschen mit bestimmten Behinderungen, hilflosen Personen und Tieren (siehe Zoophilie, „Sodomie“), die nicht wissentlich einwilligen können. In (West-)Deutschland wurde das Verbot sexueller Handlungen mit Tieren 1969 durch die Große Strafrechtsreform aufgehoben, jedoch mit der Gesetzesänderung vom 13. Juli 2013 wieder grundsätzlich eingeführt (§ 3, S. 1 Nr. 13 TierSchG) und wird als Ordnungswidrigkeit verfolgt.